# مات إنغرام
مات إنغرام (بالإنجليزية: Matt Ingram)‏ هو لاعب كرة قدم بريطاني، ولد في 18 ديسمبر 1993 في هاي ويكومب في المملكة المتحدة. لعب مع أكسفورد سيتي وكوينز بارك رينجرز ونادي ليويس ونادي نورثامبتون تاون وويكمب وندررز.

## وصلات خارجية
- مات إنغرام على موقع قاعدة بيانات كرة القدم.إي يو (الإنجليزية)
- مات إنغرام على موقع Soccerbase.com (لاعب) (الإنجليزية)
- مات إنغرام على موقع Soccerway.com (الإنجليزية)